# Radio Company
 (juin 2023).
 (mai 2023).
Radio Company est un groupe de rock/country américain formé par l'acteur et auteur-compositeur-interprète Jensen Ackles et l'auteur-compositeur-interprète Steve Carlson.
Leur premier album Vol. 1 est sorti le 8 novembre 2019.
L'album a culminé à la 151e place sur le Billboard 200 américain et à la 18e sur le palmarès américain des meilleurs albums de rock.
Leur deuxième album Vol. 2 est sorti le 7 mai 2021.
Un troisième album a est annoncé en février 2022. Il est sorti le 24 février 2023 et s'intitule Keep on Ramblin'. Ils font leurs débuts en concert à Nashville le 19 décembre 2022.

## Histoire
Jensen Ackles et Steve Carlson, deux amis de longue date, ont déjà collaboré auparavant.
Ackles et Carlson étaient colocataires lorsqu'ils ont écrit leur première chanson intitulée Different Town pour le rockumentaire éponyme de Carlson (Rockumentary). En 2018, ils forment Radio Company à Austin et commencent à écrire leur premier album, Vol. 1, publié l'automne suivant.

## Discographie
- 2019 : Vol. 1
- 2021 : Vol. 2
- 2023 : Keep on Ramblin'